# Malý Berezný
Malý Berezný (ukrajinsky Малий Березний, Malyj Bereznyj; slovensky Malá Berezná; maďarsky Kisberezna) je obec v územní komunitě Dubrynyči-Malyj Bereznyj, v okresu Užhorod Zakarpatské oblasti na západě Ukrajiny, na hranici se Slovenskem. V roce 2025 zde žilo 1597 obyvatel, v celé obci, resp. v rámci obvodu samostatné sídelní rady, žilo 2476 obyvatel.
Obec leží v  údolí řeky Uh, jímž prochází trať Užhorod – Sjanky – Lvov. Žije zde asi 1600 obyvatel. V obci je silniční hraniční přechod Malyj Bereznyj – Ubľa, na kterém se ukrajinská silnice H-13 napojuje na slovenskou silnici I/74; hraniční přechod není určen po nákladní dopravu.
Do obvodu samostatné sídelní rady Malý Berezný patří:
- Malý Berezný
- Zavosyna
- Myrča[1]

## Historie
Obec je zmiňována v historických listinách z roku 1398. Do uzavření Trianonské smlouvy byla obec součástí Uherska, poté byla v rámci Podkarpatské Rusi součástí Československa. V roce 1930 měla obec 1036 obyvatel, z toho 850 Rusínů, 102 Židů, 43 Čechů a Slováků, 3 Němci, 5 jiné národnosti a 33 cizinců. Od roku 1945 obec patříla k Ukrajinské sovětské socialistické republice, která byla součástí SSSR, a nakonec od roku 1991 patří samostatné Ukrajině.

## Církevní stavby

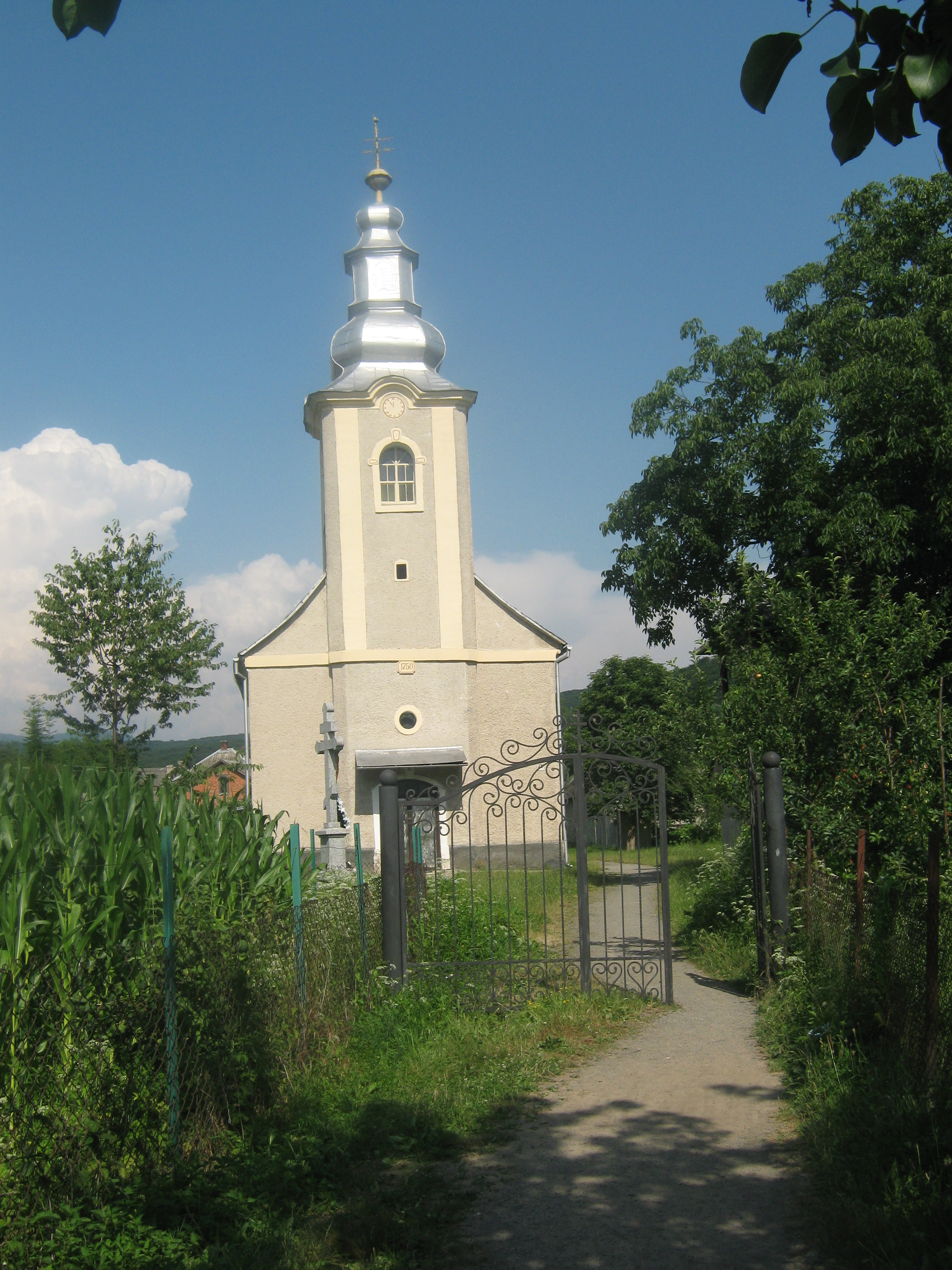
Kostel sv. Petra a Pavla z roku 1789
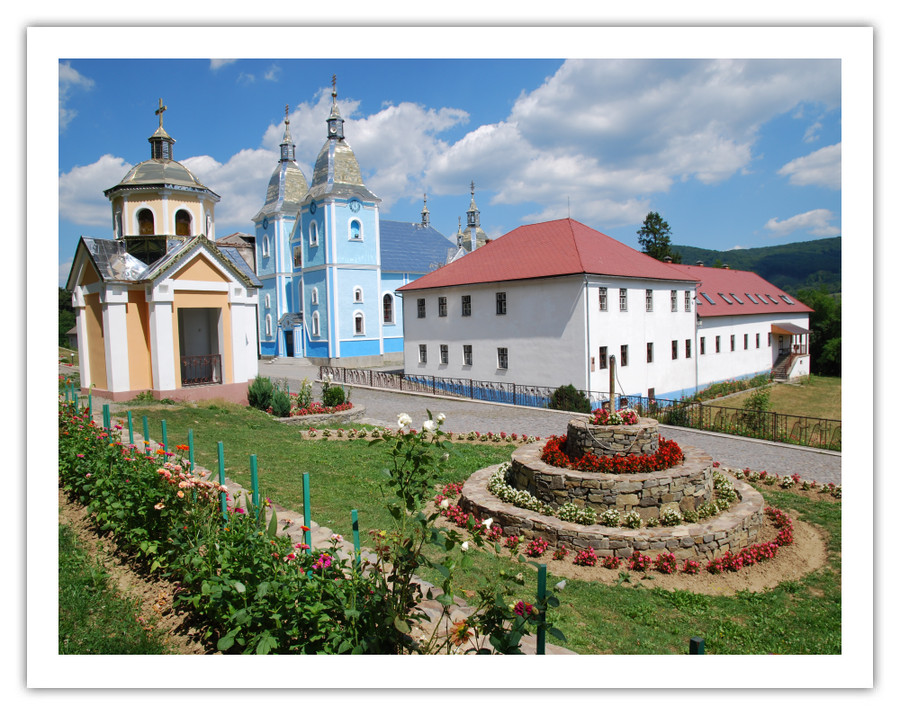
Monastýr sv. Mikuláše